# 成田市立豊住中学校
成田市立豊住中学校（なりたしりつ とよすみちゅうがっこう）は、千葉県成田市北羽鳥にあった公立中学校。

## 概要
国道408号線の両側に広がる田園地帯の高台にあり、豊かな自然に恵まれた地域である。平成21年4月に豊住中学校は成田中学校と統合し、閉校となった。

## 沿革
- 1947年（昭和22年） - 創立。
- 2009年（平成21年）豊住中学校は成田中学校と統合し、閉校。

## 学区
現在は成田中学校の学区。豊住小学校の学区を含む。
北羽島、長沼、南羽島、佐野、竜台、安西、南部、北部